# تیلور پری
تیلور پری (انگلیسی: Taylor Perry؛ زادهٔ ۱۵ ژوئیهٔ ۲۰۰۱) بازیکن فوتبال است.
از باشگاه‌هایی که در آن بازی کرده‌است می‌توان به باشگاه فوتبال ولورهمپتون واندررز اشاره کرد.